# TVS Motor Company
TVS  Motor Company Limited (vormals TVS Suzuki, Indo Suzuki Motorcycles Pvt. Ltd. und Indian Motorcycle Pvt. Ltd.) ist ein indischer Zweirad- und Nutzfahrzeughersteller mit Sitz in Chennai. Es gehört zur TVS Group und gilt als deren wichtigstes Unternehmen.

## Geschichte
Im Jahr 1979 begann das zur TVS Group gehörende Unternehmen Sundaram-Clayton (SCL) mit einer Mopedproduktion in Hosur (TVS 50). Am 15. Juli 1982 gründete SCL die Tochtergesellschaft Indian Motorcycle Pvt. Ltd., deren Name am 12. Januar 1984 in Indo Suzuki Motorcycles Pvt. Ltd. geändert wurde. Die technische Kooperation mit dem japanischen Unternehmen Suzuki wurde aber erst am 22. September 1984 eingegangen (laut einer anderen Quelle jedoch bereits 1982).
Für  die Motoren- und Getriebeherstellung wurde 1985 die Tochtergesellschaft Lakshmi Auto Components Pvt. Ltd. gegründet. Im Jahr 1986 übernahm Indo Suzuki die Moped-Abteilung von Sundaram-Clayton. Außerdem wurde Indo Suzuki Motorcycles Ltd. zum 18. August 1986 in TVS Suzuki Ltd umbenannt.
Ende 1996 erhielt TVS Suzuki von der indischen Economic Times und von der Harvard Business School Alumni Association die Auszeichnung „Emerging Corporate Giant“.
Bereits 1999 wollte Suzuki die Mehrheit an TVS Suzuki erwerben oder alternativ eine eigene, 100%ige Tochtergesellschaft gründen. Im Jahr 2001 beendeten die TVS Group und Suzuki am 27. September ihr Joint Venture, indem die Beteiligung von Suzuki über 25,97 % aufgekauft wurde. Zugleich wurde der Name des Unternehmens in TVS Motor Company geändert. Derzeit hält Sundaram-Clayton 57,4 % der Anteile an der TVS Motor Company. Die Trennung von TVS Motor Company und Suzuki wurde ebenso wie bei Hero Honda für beide Seiten als Win-Win-Option angesehen.
Im Jahr 2013 unterzeichneten TVS Motor Company und BMW-Motorrad einen Kooperationsvertrag, um Motorräder mit weniger als 500 cm³ für den europäischen Markt herzustellen. Die Auslieferung des ersten Modells erfolgte verzögert.
Die Marktanteile von TVS Suzuki zwischen 1985 und 1995 fielen von anfänglichen 19 allmählich auf 13 Prozent (1988) und verharrten dann auf 8 bis 9 Prozent. Das Jahr 1995 schloss TVS Suzuki wiederum mit 13 Prozent ab. Im Jahr 1997 war TVS Suzuki der führende Zweiradhersteller in Indien. Wenige Jahre später (2003) erreichte die TVS Motor Company bei einem Umsatzwachstum von 31 % einen Marktanteil von 35 %. Im Jahr 2014 wurde TVS als drittgrößter Zweiradhersteller nach Hero MotoCorp und Bajaj Auto bezeichnet.
Im Geschäftsjahr 2017/18 wurden 3,466 Mio. Fahrzeuge verkauft. Davon wurden 490.000 Motorräder und 80.000 Dreiräder exportiert. Bei den Dreirädern wurde 2017/18 in Indien ein Marktanteil von 2,58 % erreicht.
Das Unternehmen hat Fertigungsstätten in Hosur in Tamil Nadu, Mysore in Karnataka und Solan in Himachal Pradesh. Ein weiteres Werk befindet sich in Indonesien. Im Jahr 2013 richtete die TVS Motor Company eine Montagelinie in Uganda ein. Die TVS  Motor Company hat acht Tochtergesellschaften.
Im April 2020 übernahm TVS Motor Company den britischen Motorradhersteller Norton Motorcycles Company.

## Modelle

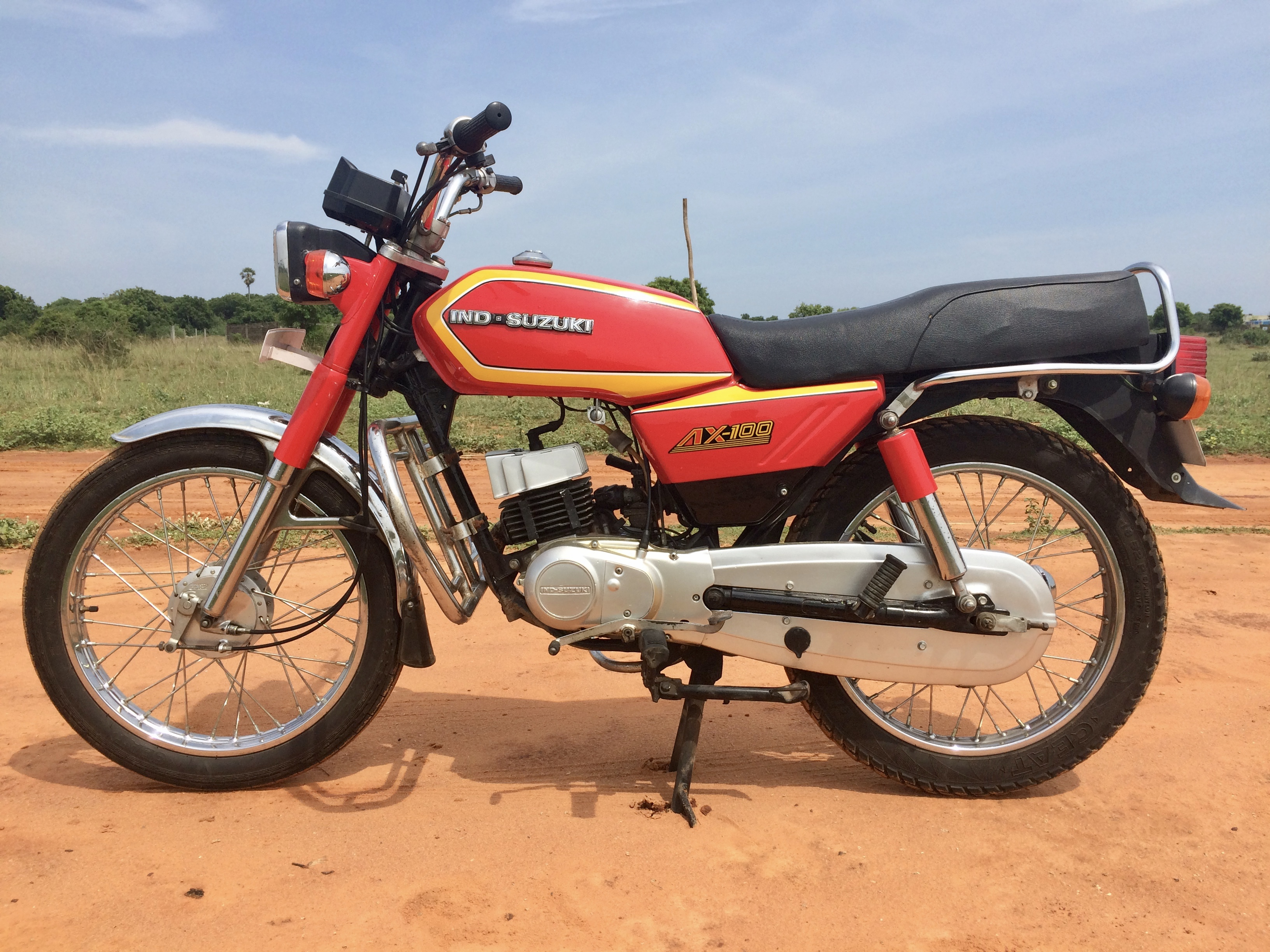
Ind Suzuki AX100

Die hergestellten Zweiräder wurden unter den Markennamen TVS (früher auch Ind Suzuki oder TVS Suzuki) vertrieben. Zu den ersten Modellen gehörte ab 1980 das Moped XL Super (anfangs TVS-50), von dem bis 2015 mehr als zehn Millionen Stück hergestellt worden waren. Damit ist es das einzige Moped in der Liste der zehn meistverkauften Motorräder in Indien. Im Jahr 1992 wurden die neuen Modelle Samurai und Shogun eingeführt. 1993 kam der neue Roller TVS Scooty auf den Markt, der nach wenigen Jahren auf die weibliche Kundschaft ausgerichtet wurde. Es folgte 1997 das neue Mopedmodell  XL Super. Im gleichen Jahr war TVS der erste Hersteller auf dem indischen Markt, der einen Roller (Spectra) mit Viertaktmotor einführte. Der Scooty Streak zielte ab 2009 auf eine jugendliche Zielgruppe ab.
Die TVS Motor Company war nach eigener Darstellung der erste Anbieter eines 100-cm³-Motorrads mit Katalysator und des ersten 150-cm³-Motorrads mit Viertaktmotor in Indien. Eine Vorreiterrolle hatte TVS in Indien ebenso mit dem ersten Motorrad mit Automatikgetriebe und mit dem Antiblockiersystem.
Im Jahr 2007 präsentierte die TVS Motor Company mit dem TVS King ihre erste Autorikscha.
Als wichtigste Modelle von TVS Motor wurden 2014 Apache, Phoenix, Flame, Star City, Wego, Scooty Streak und Scooty Pep bezeichnet. Bis Anfang 2019 wurden im Rahmen der Kooperation mit BMW 50.000 BMW G 310 R und BMW G 310 GS hergestellt. Auf diesen Schwestermodellen basiert auch die TVS Apache RR 310.

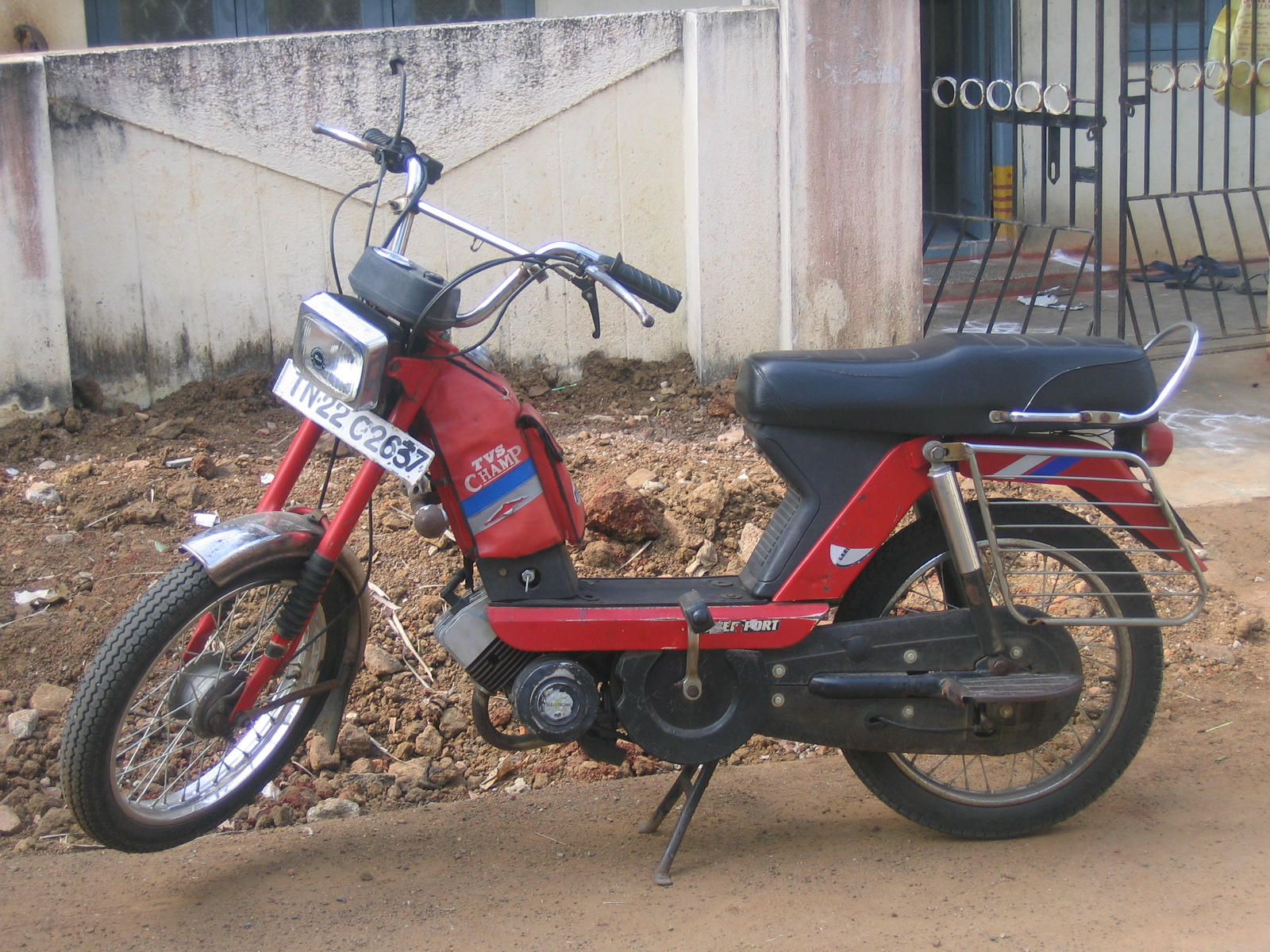
TVS Champ
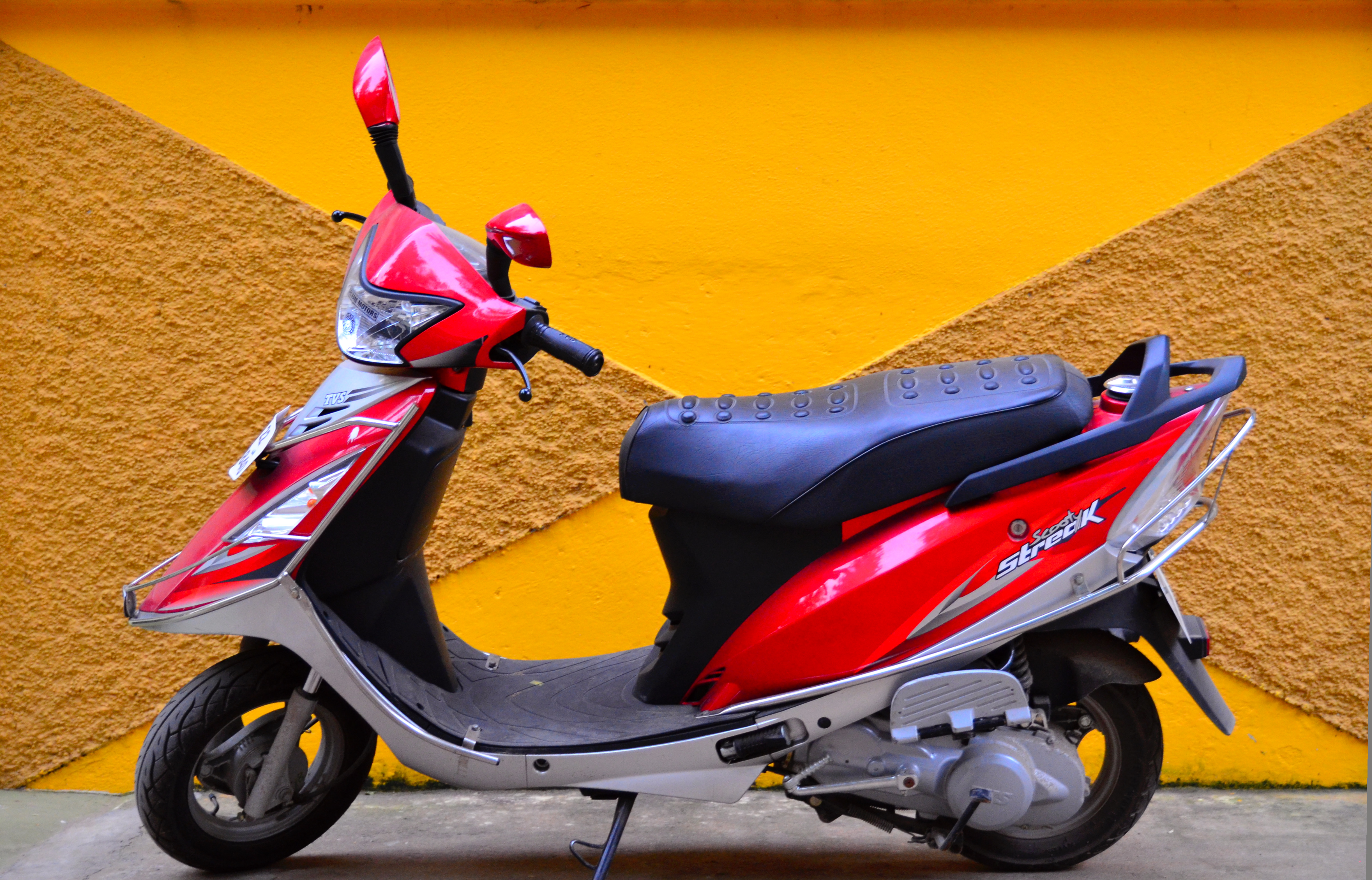
TVS Scooty Streak
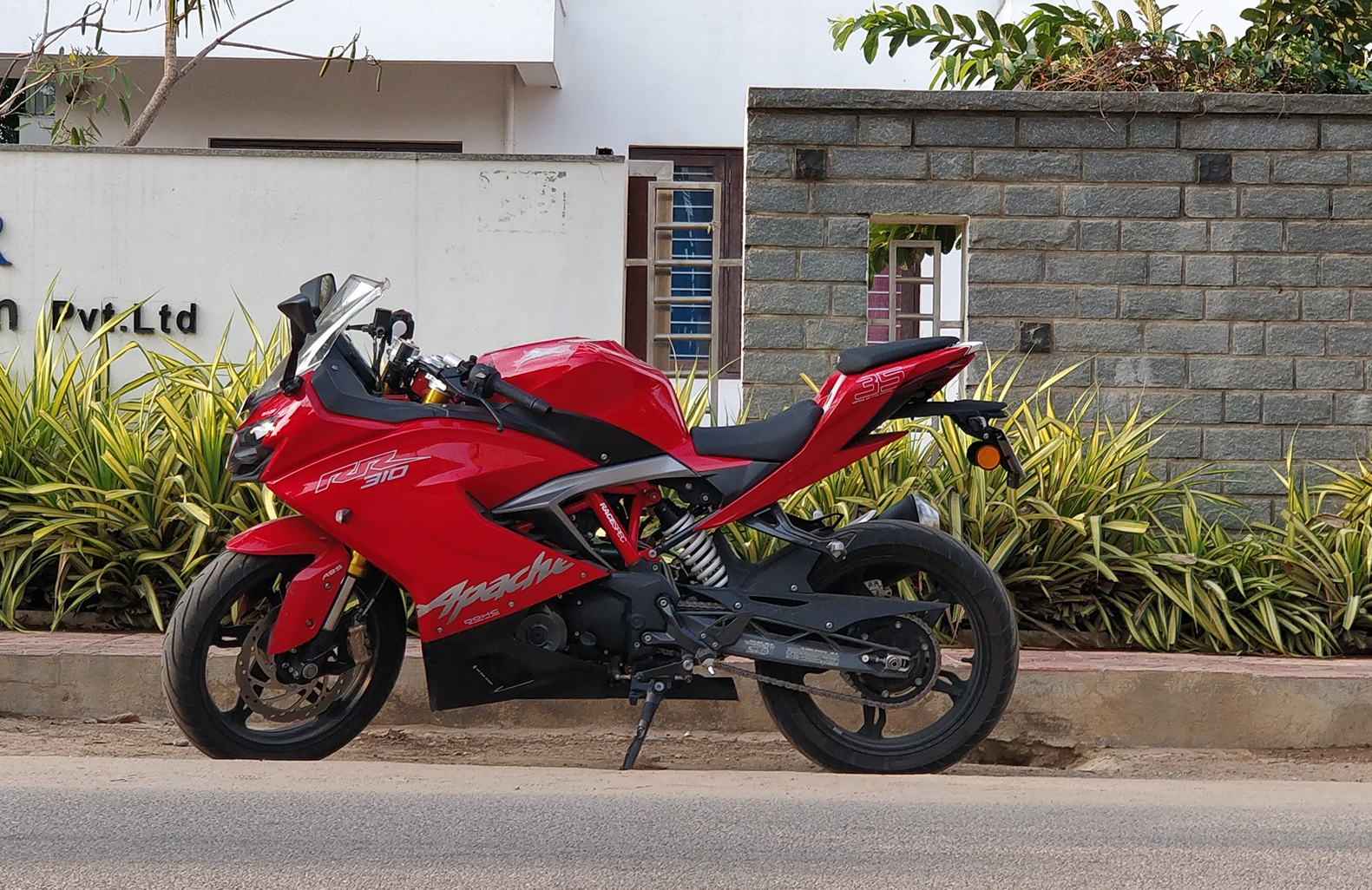
TVS Apache RR 310
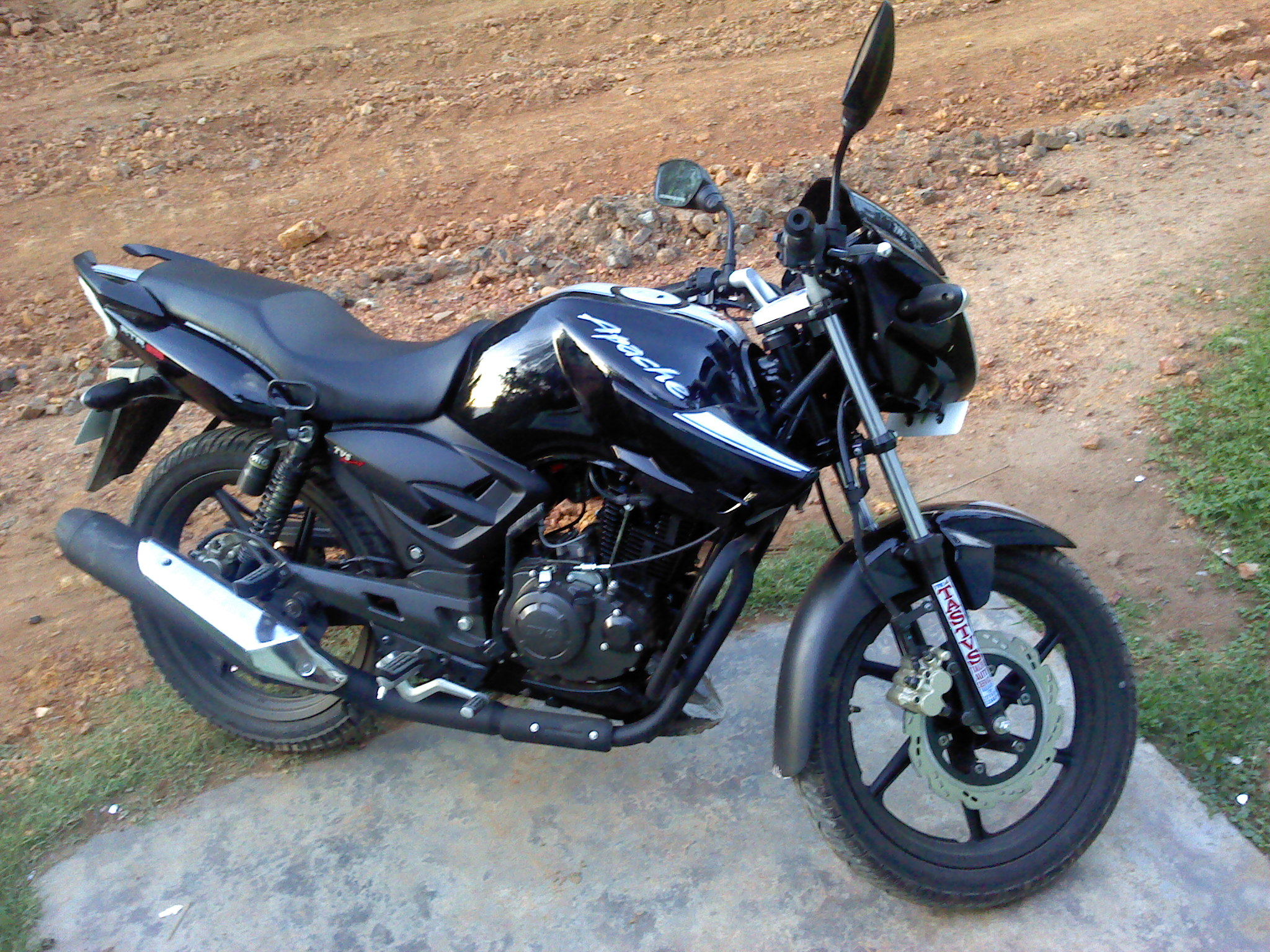
TVS Apache RTR 160
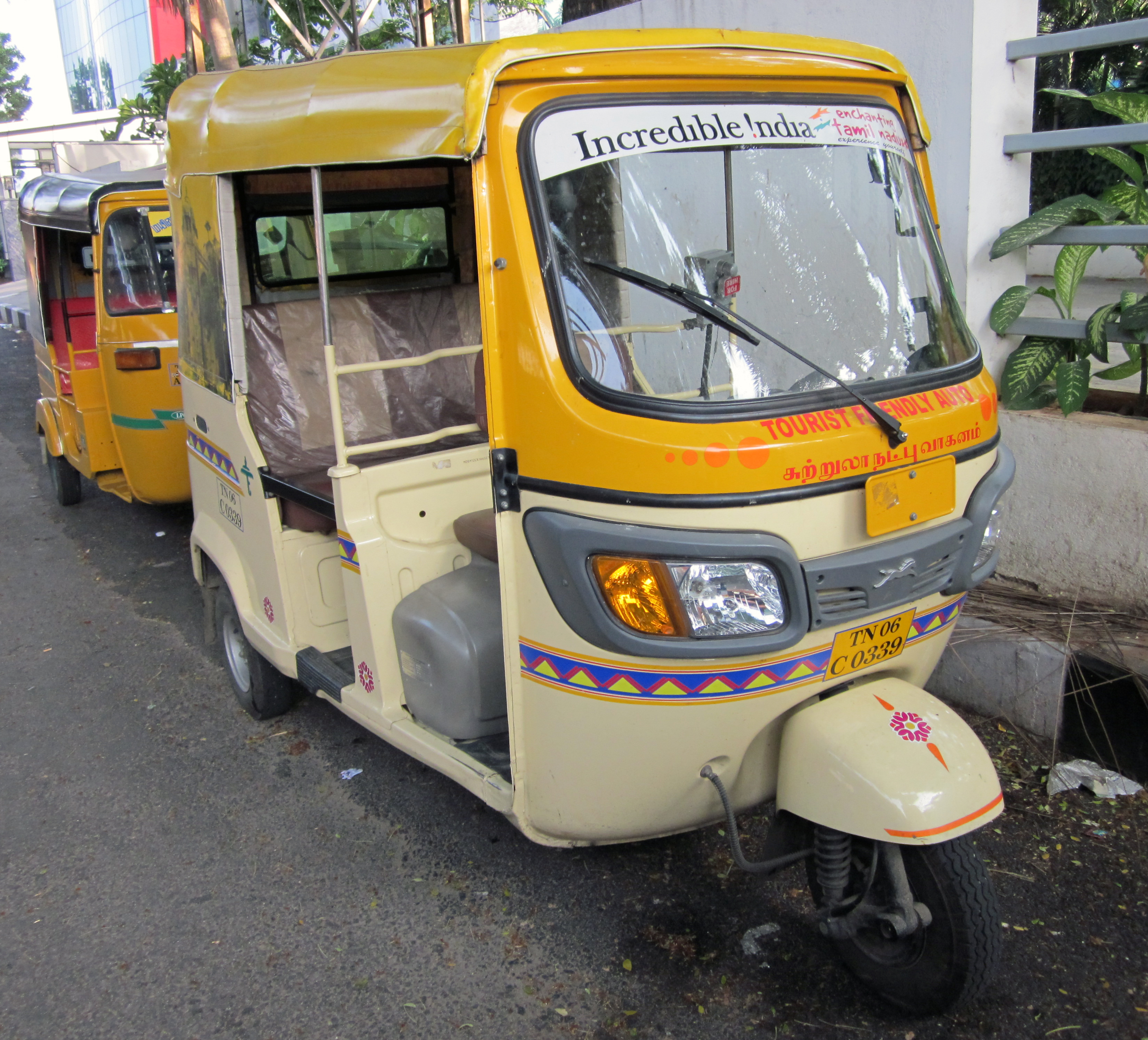
TVS King

## Rennsport
Bereits seit 1983 hat die TVS Motor Company mit TVS Racing eine eigene Rennsportabteilung. In den Anfängen wurden Mopeds bis auf 105 km/h gebracht. In den Jahren 1988 bis 1999 erzielte TVS Racing bei 185 Veranstaltungen 159 Siege. Von 2000 bis 2013 waren es sogar 201 Siege bei 222 Rennen. Im Jahr 2015 bildete TVS Racing mit Sherco das Sherco TVS Rally-Werksteam und nahm damit als erstes indisches Team an der Rallye Dakar teil.

## Trivia
In der 11. Folge der 2. Staffel von The Grand Tour benutzt Richard Hammond eine TVS Star für eine 320 km lange Fahrt durch Mosambik.